# EMOTIONAL COLOR
『EMOTIONAL COLOR』（エモーショナル・カラー）は、1988年に44MAGNUMがリリースした5枚目のオリジナル・アルバム。

## 概要
ビクターエンタテインメントのInvitationレーベルからリリースされた最後のオリジナル・アルバムであり、44MAGNUM解散前の事実上のラスト・アルバムである。
前作に引き続き、ポップ・ロック路線へとサウンド・スタイルを変更した作品である。
2008年8月20日に全曲リマスタリングされ再発売した。

## 収録曲
1. I MISS YOU
  - 作詞：梅原“PAUL”達也、宮脇“JOE”知史 / 作曲：広瀬“JIMMY”さとし
2. TALK TO ME
  - 作詞・作曲：梅原“PAUL”達也
3. GYPSY GIRL
  - 作詞：宮脇“JOE”知史、広瀬“JIMMY”さとし / 作曲：広瀬“JIMMY”さとし
4. I CAN'T STOP LOVING YOU
  - 作詞：梅原“PAUL”達也 / 作曲：吉川“BAN”裕規
5. DON'T YOU WANT ME
  - 作詞：梅原“PAUL”達也 / 作曲：広瀬“JIMMY”さとし
6. ALRIGHT NOW
  - 作詞：梅原“PAUL”達也、宮脇“JOE”知史、広瀬“JIMMY”さとし / 作曲：広瀬“JIMMY”さとし
7. JUST SAY GOOD-BYE
  - 作詞：梅原“PAUL”達也 / 作曲：広瀬“JIMMY”さとし
8. I WANT YOU
  - 作詞：宮脇“JOE”知史、広瀬“JIMMY”さとし / 作曲：広瀬“JIMMY”さとし
9. BAD EMOTION
  - 作詞：宮脇“JOE”知史 / 作曲：広瀬“JIMMY”さとし
10. STOP THIS LOVE（Don't Really Fall in Love）
  - 作詞・作曲：梅原“PAUL”達也
11. CIRCUS LIFE
  - 作詞：梅原“PAUL”達也　作曲：吉川“BAN”裕規